# DAIZ
DAIZ株式会社（ダイズ）は、熊本県熊本市中央区に本社を置く、植物肉の開発・販売を手掛ける日本のベンチャー企業。

## 概要
ノックアウトマウスの供給を行う「トランスジェニック」や熊本県内の耕作放棄地を主に有機栽培によるベビーリーフの生産を手掛ける｢果実堂｣のベンチャー設立に続き、2015年に井出剛により創業された。旧社名は「大豆エナジー」。
創業当時、国内外において既存の植物肉は大手食用油メーカーが油を絞ったあとの大豆粕を原材料としており、油脂以外にも栄養価やおいしさを損なう現状に社長の井出剛は納得がいかなかった。そこで発芽の力に着目した大豆に与える酸素や二酸化炭素の濃度、温度、水の量を加減することで、肉の成分に近づけるのに成功したという。
日本の植物肉のスタートアップとしては、2021年に「世界を目指す有望株」と日経ビジネスから評され、畑からの大豆を丸ごと使用して、大豆そのものから旨味成分、栄養価を引き出した「ミラクルミート」を主軸に据えた事業展開を行っている。工場はテクノリサーチパーク（益城町）に所在し、年間4,000トンの生産能力を有している。
また、植物肉に限らず、代替卵や代替牛乳の開発も進めている。
食品販売大手のスーパーマーケット・ライフや、愛知県豊橋市に本社を置き、全国的に店舗を展開している大手外食チェーン・物語コーポレーション等との提携を推し進め、勢いを加速させている。
アメリカ合衆国への進出準備を進めており、2021年5月にはボストンにて子会社が設立された。2022年夏にアメリカでも商品の販売が開始される予定という。
DAIZの母体である果実堂は、四大公害病の一つ水俣病が起こった水俣市発祥であるため、SDGsの概念が提唱される前より環境負荷の低減や環境の再生などの企業理念のもと、持続可能な環境づくりに取り組んできた。その取り組み姿勢の延長がDAIZの創業であるという。
2021年3月24日には「低炭素・循環型社会の実現」を目指し、ENEOSと提携した。
さらに、2021年10月20日にはJ-Startup企業に選定され、2022年1月31日にはプレシリーズCで日清食品ホールディングス、丸井グループ、三菱ケミカルホールディングス、長谷川香料、物語コーポレーション、東洋製罐グループホールディングス等を引受先とした総額30億円の資金調達を実施。調達資金を元に「ミラクルミート」の生産体制の拡大と研究開発（R＆D）の強化、グローバルでの事業展開、成長を支える人材採用などにあて、さらなる事業基盤の拡充を図る。
2023年7月11日、セブン‐イレブン・ジャパンの創立50周年記者会見にて、環境に配慮した商品シリーズ「みらいデリ」の発売が発表された。DAIZが提供した発芽えんどう豆由来のセブン‐イレブン専用の「ミラクルミート」は、「みらいデリおにぎりツナマヨネーズ」と「みらいデリナゲット」の2商品に採用され、2023年7月14日より全国のセブン-イレブンにて販売を開始している。
2025年2月、益城町に新工場を建設予定。

## 受賞歴
日経トレンディによるスタートアップ大賞2021優秀賞に選出された。
社長の井出剛はDAIZ創業前の2003年10月に「藍綬褒章」（新産業貢献）を受章。